# Relaciones Estados Unidos-Rumanía
Las relaciones Estados Unidos-Rumania son las relaciones internacionales entre Rumanía y Estados Unidos. Se establecieron formalmente en 1880, con el nombramiento de Eugene Schuyler, un diplomático e historiador famoso y talentoso, como el primer representante diplomático estadounidense en Rumanía. Ciento veinticinco años después de que Schuyler se instalara por primera vez en Bucarest, la relación bilateral entre los Estados Unidos y Rumanía se ha convertido en una asociación estratégica que abarca una amplia gama de vínculos políticos, militares, económicos y culturales. Particularmente después de que Rumanía abrazó la democracia en la década de 1990, las relaciones entre los Estados Unidos y Rumanía se ampliaron y profundizaron, lo que llevó al apoyo de los Estados Unidos a la entrada de Rumanía en la OTAN y al establecimiento del escenario para su plena integración en Europa. Hoy, Rumanía se considera un fuerte aliado de los Estados Unidos.

## Historia
Al inicio, en 1945, fueron muy limitadas debido a que Rumanía formaba parte del Pacto de Varsovia junto a la Unión Soviética, durante la Guerra Fría, pero estos dos países nunca tuvieron un desacuerdo histórico. Debido a la muerte de Iósif Stalin la política en Moscú tuvo grandes cambios y ante eso, iniciaron relaciones diplomáticas con la apertura de una embajada de Rumanía en EE.UU en 1954 cuyo embajador era Anton Moisescu que quería mejores relaciones entre Rumanía y EE. UU.
En 1969, el presidente Richard Nixon realizó una visita de Estado a Rumania. En la embajada de Rumanía en EE.UU habían infiltrados varios anticomunistas rumanos, pero, según Moisescu, la embajada era para mejorar las relaciones entre los 2 países. Entre Rumanía y EE.UU, la cooperación era limitada, debido a las políticas de la Unión Soviética, pero las relaciones volvieron a la normalidad en 1989 tras la caída de la Unión Soviética.

## Política
Rumania se considera un aliado muy importante de Estados Unidos y los dos países son miembros de la OTAN. Las relaciones se consideran tan buenas que su arsenal nuclear fue trasladado de Turquía a Rumania debido a que sus relaciones con Turquía se estaban deteriorando debido al golpe fallido que hubo en ese país. 
Esto ha causado que las relaciones de Turquía con Rusia se fortalezcan, mientras que con EE.UU se disminuyan. EE.UU abrió una base militar en Rumania, que forma parte del escudo nuclear que está creando EE.UU, aunque podría ser blanco de ataques rusos según diferentes ojos internacionales.

## Inmigración
Aunque la inmigración de ciudadanos rumanos a EE.UU es muy grande, se encuentra deteriorada debido a las reformas migratorias de EE.UU que se hicieron formales en el 2014. Hubo respuesta de la Unión Europea tras imponer visa a los turistas estadounidenses que vengan a Europa. Esto mismo también le sucedió a Canadá. Esto fue endurecido con la entrada de Donald Trump a la presidencia. Las visas solo tendrán efecto en el espacio Schengen.

## Comercio
La inversión de empresas estadounidenses en Rumania se encuentra creciendo anualmente, ya que en los últimos años su economía ha estado en crecimiento después de salir de la recesión económica que surgió debido a la caída de la Unión Soviética en 1990 y también el crecimiento del sector privado hizo que la inversión aumente. También la inversión de empresas rumanas en EE.UU y Canadá está en un alto crecimiento, pero está un poco restringida por Canadá y EE.UU

## Acuerdos
Estos acordaron la construcción de bases militares, la colaboración de la CIA con Rumania en la encarcelación de terroristas sospechosos, tienen acuerdos en la OTAN, EE.UU tiene un acuerdo nuclear con Rumania, tienen un acuerdo de protección, además tienen un acuerdo de inversión en Nueva York.

## Visitas de los dos países
- Donald Trump Jr visita Rumania.[10]
- Visita del ministro B. Stanoevici a consulado general en Nueva York.[11]
- Secretario de estado de Rumania, Bodgan Airescu, con Celeste Wander, asistente del presidente de EE.UU para asuntos relacionados con Rusia, en la casa blanca, y con Dereck Chollet, asistente de seguridad internacional del secretario de defensa de los EE. UU., en el Péntagono.[12]
- Presidente rumano visita la casa blanca y es recibido por Donald Trump.

## Relaciones diplomáticas
- Estados Unidos tiene una embajada en Bucarest.
- Rumania tiene una embajada en Washington D. C. y consulados-generales en Chicago, Los Ángeles, Miami y Nueva York.